# 用途
| ウィキペディアには「用途」という見出しの百科事典記事はありません（タイトルに「用途」を含むページの一覧/「用途」で始まるページの一覧）。 代わりにウィクショナリーのページ「用途」が役に立つかもしれません。 |